# りげる★くらいしす
『Z/X -Zillions of enemy X- NF DramaCD (6)「りげる★くらいしす」』は、ブロッコリー発売のトレーディングカードゲーム、Z/X（ゼクス）6枚目のドラマCD。2016年1月28日発売のZ/Xブースターパック第15弾「起動！超神器」初回限定セットに同梱される形式で販売された。

## 概要
本作は、Z/XドラマCDシリーズのナンバリングタイトルでありながら、他のドラマCDと異なり、TCGブースターパック限定版の同梱品として販売され、単体での販売は行われなかった。そのため商品仕様の都合で再販できず、Z/XドラマCDでは唯一、公式YouTubeチャンネルでドラマパートが公開されている。
本作収録曲のキャラクターソング「ふたりの世界を探しにいこう」は2017年9月17日発売のアルバム『All of You』に収録された。

## ストーリー
九州の高千穂へ訪れる途中、旅の仲間とはぐれた各務原あづみ（CV.小倉唯）とリゲル（CV.内田彩）は、クリスマスムード漂う街へ立ち寄った。プレゼントを求めて赴いたデパートで、彼女たちはゼクスらしき不審人物と遭遇してしまう。あわやのところで一触即発の事態を回避するも今度は初詣の最中、またもや別の不審人物と出くわした。

## 収録内容
1. ドラマパート『未知との遭遇』
出演
  - 各務原あづみ（CV.小倉唯）
  - リゲル（CV.内田彩）
  - ガルマータ（CV.間島淳司）
  - 都城出雲（CV.柿原徹也）
  - ケット・シー（CV.伯川渉子）

1. ふたりの世界を探しにいこう
歌 : 各務原あづみ（CV.小倉唯）、リゲル（CV.内田彩）
作詞 / 作曲 / 編曲 : 真鍋旺嵩（WEEAST）、中沢昭宏（WEEAST）

## 封入特典
イベントカード P15-011「リゲル★クリスマス」2枚

## 収録アルバム
| 曲名                       | 収録作品名     | 発売日        |
| -------------------------- | -------------- | ------------- |
| ふたりの世界を探しにいこう | 『All of You』 | 2017年9月17日 |